# روبرت هايز غور
روبرت هايز غور (بالإنجليزية: Robert Hayes Gore)‏ هو مُحرِّر وسياسي أمريكي، ولد في 1886 في كنتاكي في الولايات المتحدة، وتوفي في 1972. انتخب حاكم بورتوريكو (1 يوليو 1933 – 11 يناير 1934).